# شيم سنغالي
شيم سنغالي (الاسم العلمي: Caranx senegallus) (بالإنجليزية: Senegal jack)‏ هو نوع من الأسماك يتبع جنس الشيم من فصيلة الشيميات.